# NGC 3136
NGC 3136 ist eine elliptische Galaxie mit aktivem Galaxienkern vom Hubble-Typ E3 im Sternbild Carina am Südsternhimmel. Sie ist schätzungsweise 67 Mio. Lichtjahre von der Milchstraße entfernt und hat einen Durchmesser von etwa 65.000 Lj.
Das Objekt wurde am 31. Januar 1835 von dem Astronomen John Herschel mit einem 48-cm-Teleskop entdeckt.